# Tetraponera exasciata
Tetraponera exasciata är en myrart som först beskrevs av Auguste-Henri Forel 1892.  Tetraponera exasciata ingår i släktet Tetraponera och familjen myror. Inga underarter finns listade i Catalogue of Life.

## Bildgalleri

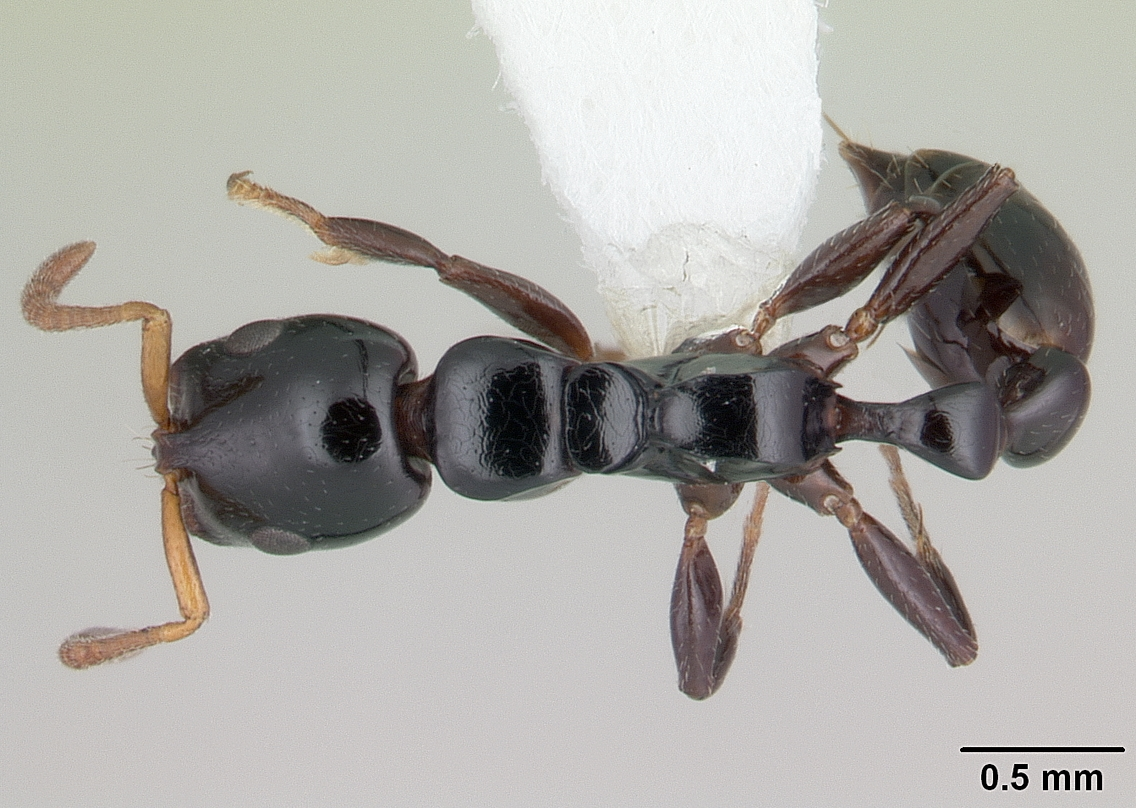
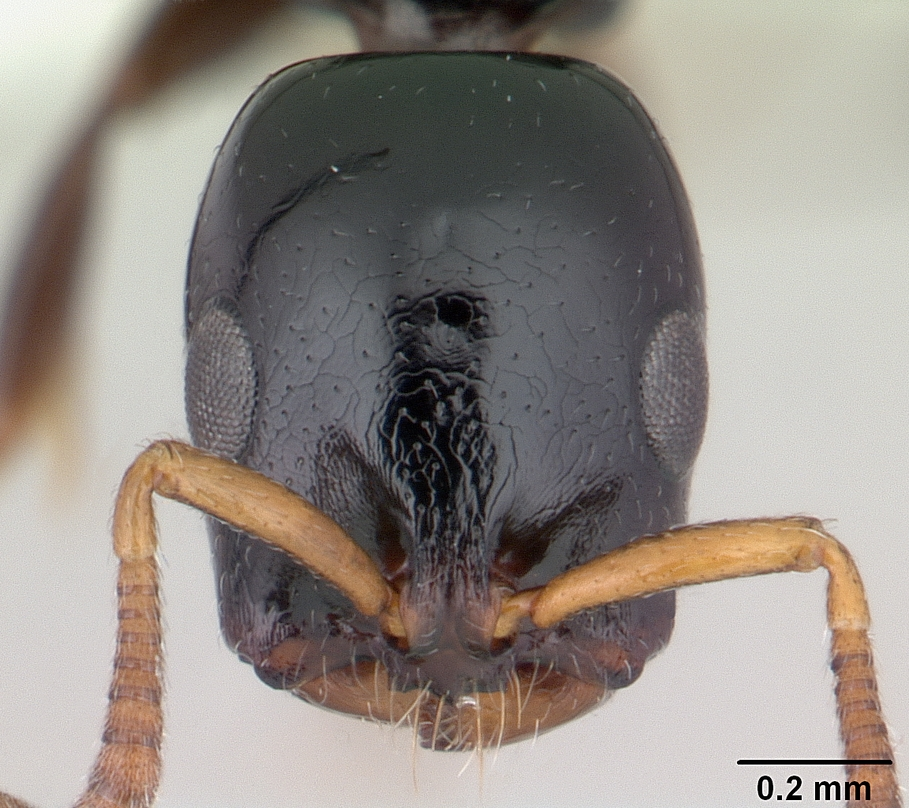
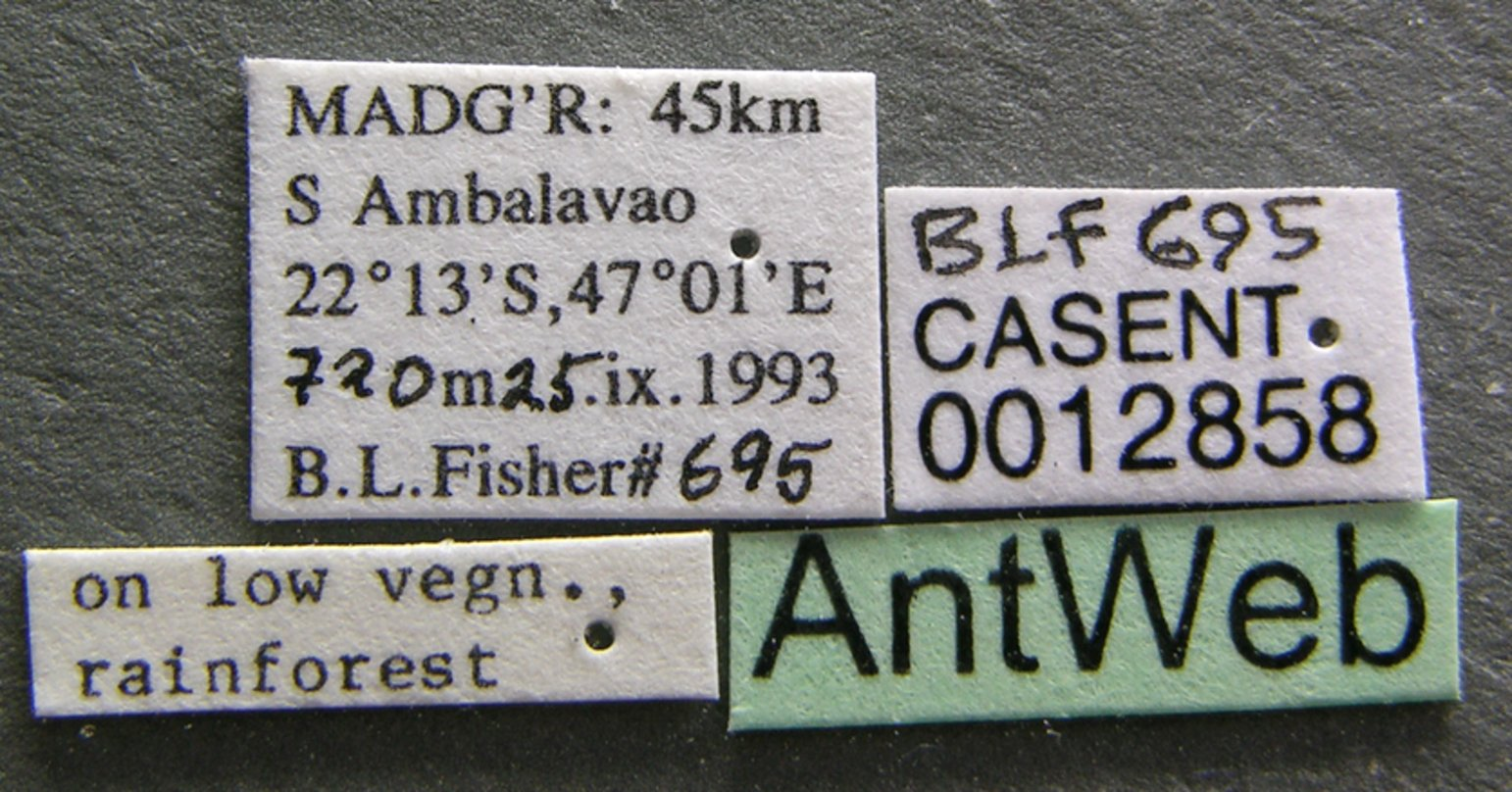
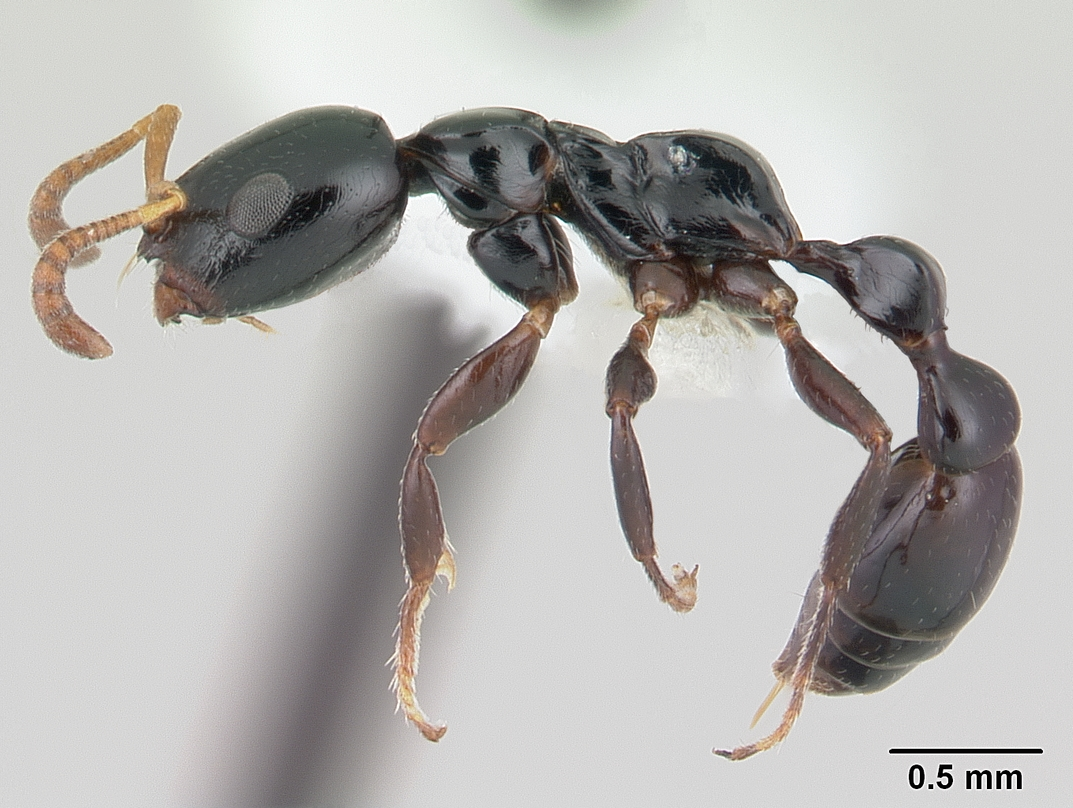
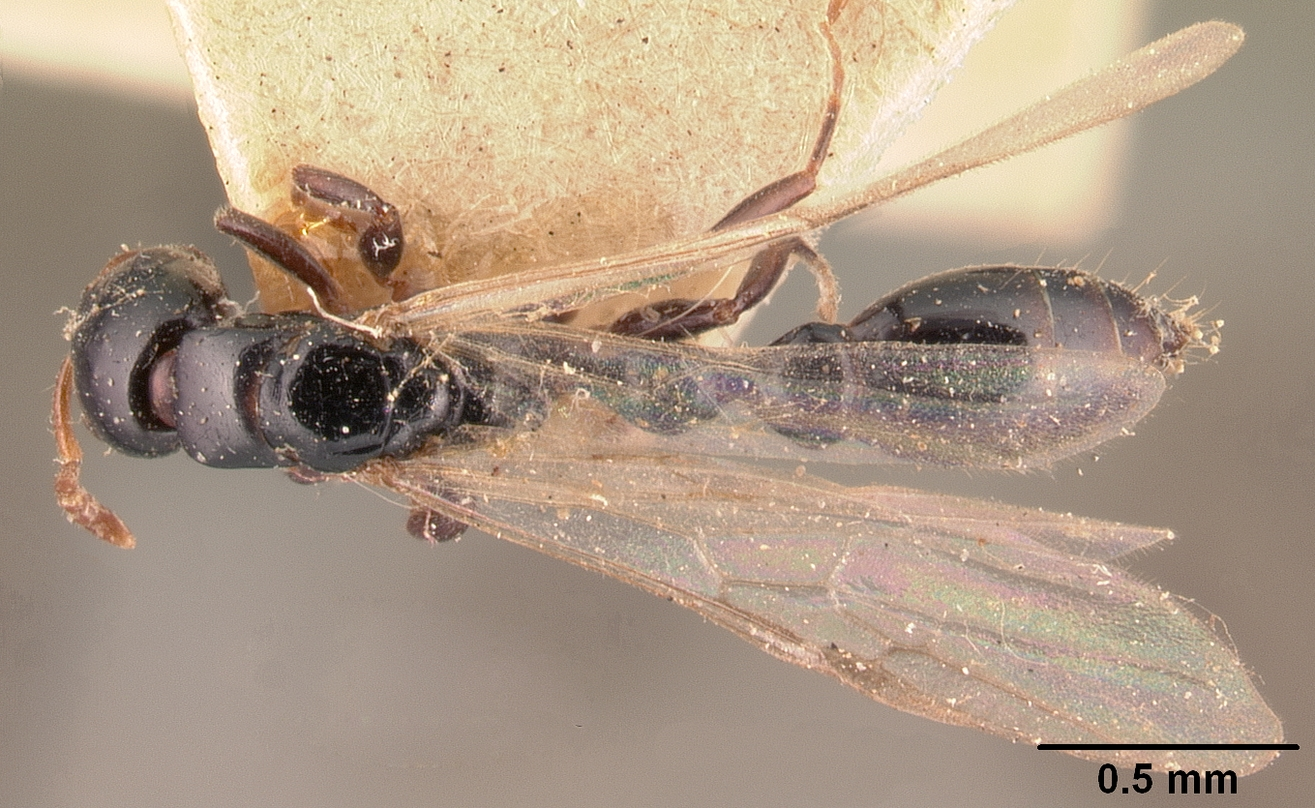
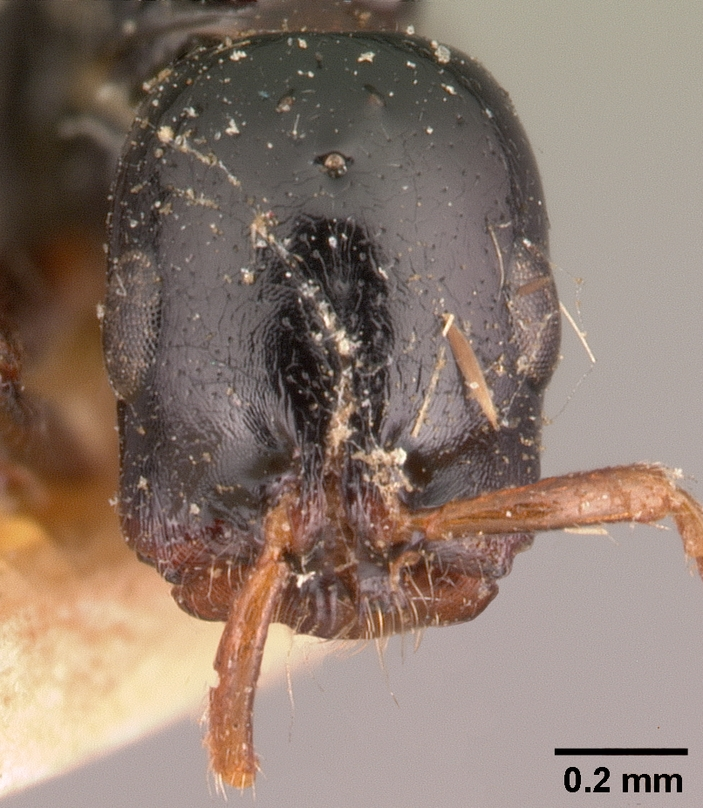